# Hellboy II: The Golden Army
Hellboy II: The Golden Army is een Amerikaanse film uit 2008. De film is het vervolg op de film Hellboy uit 2004, en net als die film een verfilming van de Hellboy-stripreeks van Dark Horse Comics. De film is geregisseerd door Guillermo del Toro. Ron Perlman vertolkt wederom de rol van Hellboy.

## Verhaal
Met kerstmis 1955 krijgt een jonge Hellboy van zijn (Aardse) vader professor Bruttenholm een verhaal te horen over een strijd tussen mensen en mythische wezens. Een goblin bouwde een niet te stoppen radarwerkleger voor Balor, de koning van de elfen. Dit leger kon alleen worden beheerst door de drager van een speciale kroon. Het leger stond bekend als het 'gouden leger' en slachtte de mensheid af. Daarop kwamen de mensen en Balor tot een overeenkomst. De mensen mochten hun steden houden en de elfen de bossen. Balors zoon prins Nuada, ging hiermee niet akkoord en verliet het paleis. De kroon van de koning werd in drie stukken gebroken, zodat niemand het gouden leger nog kon oproepen.
In het heden duikt prins Nuada na eeuwen weer op om de strijdbijl tegen de mensen opnieuw op te graven. Hij bemachtigt het eerste stuk van de kroon op een veiling en doodt zijn vader voor het tweede stuk. Zijn tweelingzus Nuala ontsnapt met het derde en laatstestuk van de kroon.
Intussen heeft Hellboy relatieproblemen met zijn vriendin Elizabeth 'Liz' Sherman. Tevens heeft hij er moeite mee dat hun organisatie, het Bureau for Paranormal Research and Defense (BPRD), geheim moet blijven.
Nuanda laat een leger kwaadaardige tandenfeeën los om Hellboy bezig te houden. Deze vertoont zichzelf in het openbaar om de duizenden beestjes te verslaan. Woedend dat de organisatie zichzelf heeft verraden, stuurt Washington de strenge bovennatuurlijke agent Johann Kraus naar het kantoor van de BPRD om de touwtjes in handen te nemen. Ondertussen ontdekt Abe Sapien dat Liz zwanger is van Hellboy. Hellboy volgt de laatste tandenfeeën naar de Trollenmarkt, een enorme ondergrondse stad verborgen onder de Brooklyn Bridge. Hier zoekt hij naar aanwijzingen. Abe loopt Nuala tegen het lijf, die een kaart heeft bemachtigd waarop de locatie van het gouden leger staat. Hij wordt verliefd op haar en neemt haar mee naar de BPRD voor bescherming.
Nuada spoort zijn tweelingzus op bij de BPRD door middel van hun magische band. Nuala voelt haar broers aanwezigheid. Daarom verbrandt ze de kaart en verbergt ze het laatste stuk van de kroon in een van Abes boeken. Nuada ontvoert Nuala en verwondt Hellboy met een speer. Johann, Liz, en Abe kunnen de speerpunt niet verwijderen uit Hellboys lichaam doordat deze dichter naar zijn hart beweegt telkens wanneer ze haar willen aanraken. Daarom nemen ze hem mee naar de locatie van het Gouden Leger in Noord-Ierland. Daar ontmoeten ze de goblin die het leger heeft gemaakt. Hij neemt het gezelschap mee naar de Engel van de dood. Deze vertelt Liz dat Hellboy is voorbestemd het einde van de wereld in te luiden. Ze kan of hem redden of de wereld en als ze hem kiest, zal zijzelf een van degenen zijn die het meeste zullen lijden. Op aandringen van Liz verwijdert de engel toch de speerpunt en redt hierdoor Hellboys leven.
De goblin leidt het team vervolgens naar de plaats van het Gouden Leger, waar Nuada op hen wacht. In ruil voor Nuala geeft Abe hem het laatste stuk van de kroon. Nuada herstelt de kroon en beveelt het leger om de BPRD-agenten aan te vallen. Een tegenaanval blijkt zinloos, daar de soldaten zichzelf steeds weer opbouwen. Daarom daagt Hellboy Nuada uit voor een gevecht om het recht op de kroon. Nuada moet dit volgens de regels van de kroon accepteren. Hellboy wint, maar spaart Nuada’s leven. Nuada probeert Hellboy van achter neer te steken, maar Nuala stopt hem ten kostte van haar eigen leven. Zij steekt zichzelf namelijk in het hart, daardoor zowel zichzelf als haar broer dodelijk verwondend. Liz smelt vervolgens de kroon, zodat het Gouden Leger nooit meer op te roepen is.
Eenmaal terug in Amerika nemen alle agenten ontslag van het bureau. Hellboy en Liz gaan zich voorbereiden op hun toekomstige gezinsleven met een tweeling, want zij is zwanger.

## Rolverdeling
| Acteur          | Personage                                                       | Opmerkingen |
| --------------- | --------------------------------------------------------------- | ----------- |
| Ron Perlman     | Hellboy                                                         |             |
| Selma Blair     | Liz Sherman                                                     |             |
| Doug Jones      | Abe Sapien / De kamerheer / De engel van de dood                |             |
| Seth MacFarlane | Johann Krauss                                                   | stemrol     |
| Luke Goss       | Prins Nuada                                                     |             |
| Anna Walton     | Prinses Nuala                                                   |             |
| Jeffrey Tambor  | Tom Manning                                                     |             |
| John Hurt       | Professor Trevor 'Broom' Bruttenholm                            |             |
| Brian Steele    | Wink / Cronie / Spice Shop Troll / Cathedral Head / Fragglewump |             |
| Andrew Hefler   | Agent Flint                                                     |             |
| Iván Kamarás    | Agent Steel                                                     |             |
| Mike Kelly      | Agent Marble                                                    |             |

## Achtergrond

### Ontwikkeling
In mei 2004, een maand na de première van Hellboy, werd al een vervolg aangekondigd door Revolution Studios. De film zou in 2006 uitkomen en het tweede deel vormen in een Hellboy-trilogie. Tegen 2006 was Revolution echter failliet gegaan. Daarom kocht in augustus 2006 Universal Studios de rechten op de tweede Hellboy-film. De productie begon in april 2007 in Boedapest, Hongarije.

### Scenario
Regisseur Guillermo del Toro verkende vele concepten voor de film. Eerst wilde hij het verhaal baseren op klassieke monsterverhalen zoals Frankenstein, Dracula en The Wolf Man. Hij en stripboekschrijver Mike Mignola discussieerden ook over het plan om de Almost Colossus-verhaallijn te verfilmen. Uiteindelijk leek het Del Toro makkelijker om een origineel verhaal te verzinnen gebaseerd op folklore Eerst wilde Del Toro Hellboy laten vechten tegen vier titanen gebaseerd op de klassieke elementen, maar later verving hij hen door het gouden leger. Tevens besloot hij in deze film meer de folklorekant van Hellboy naar voren te brengen. Om die reden werden de nazi’s, machines en gestoorde wetenschappers uit de vorige film weggelaten uit het scenario.

### Opnamen
Del Toro bracht in 2006 de film Pan's Labyrinth uit. Het succes van deze film maakte dat hij kon beginnen met de opnamen van Hellboy II. Guillermo del Toro begon met de opnamen van Hellboy II in juni 2007 in Boedapest. In december 2007 waren de opnamen afgerond. De film was de eerste Amerikaanse film die werd opgenomen in de Kordastudio's in Hongarije.

### Marktstrategie
Mike Mignola schreef samen met Francisco Ruiz Valesco een stripboek gebaseerd op Hellboy II, waarin dieper in werd gegaan op de oorsprong van het Gouden Leger.
Behalve tv-spotjes werden ook humoristische advertenties verspreid om de film te promoten, zoals een waarin Hellboy meedoet in Ghost Hunters; geïnterviewd wordt door James Lipton op Inside the Actors Studio en een videospel speelt samen met Chuck Bartowski (Zachary Levi) van Chuck.

## Prijzen en nominaties
In 2008 werd Hellboy II genomineerd voor een Golden Trailer in de categorie “Beste actie”.